# Theodosios Kyprios
Theodosios Kyprios (mittelgriechisch Θεοδόσιος ὁ Κύπριος; † nach 1414) war ein angeblicher Verschwörer gegen den byzantinischen Kaiser Manuel II. Palaiologos.

## Leben
Theodosios Kyprios war um 1414 einer der führenden Männer am Kaiserhof von Konstantinopel. In seiner auf den Hofstaat Manuels II. gemünzten Satire „Fahrten in den Hades“ unterstellt der spätbyzantinische Schriftsteller Mazaris dem Theodosios – den er mit dem Spottnamen Κόπριος („Stinker“) belegt, ein Wortspiel mit seinem richtigen Beinamen – Ambitionen auf den Thron: „Sogar in seinen Träumen trägt er die weißen kaiserlichen Gewänder“ («τοῦ καὶ ἑν ὔπνοις λευκὴν ἡμφιεσμένου ἑσθῆτα βασιλικἠν»). Ob dieser Vorwurf eine reale Grundlage hatte, lässt sich den zeitgenössischen Quellen nicht entnehmen. In der Forschung geht man davon aus, dass Mazaris seine Schilderung der byzantinischen Hofintrigen zwar satirisch überspitzt, aber nicht etwa frei erfunden hat.
Theodosios Kyprios hatte mindestens eine Tochter, da er 1453 im Zusammenhang mit der Belagerung Konstantinopels durch die Osmanen als Schwiegervater eines Michael erwähnt wird.